# Państwowa Uczelnia Zawodowa im. prof. Edwarda F. Szczepanika w Suwałkach
Państwowa Uczelnia Zawodowa im. prof. Edwarda F. Szczepanika w Suwałkach – publiczna uczelnia zawodowa powołana w Suwałkach na podstawie rozporządzenia Rady Ministrów z dnia 21 czerwca 2005 (Dz. U. Nr 116, poz. 967). Uczelnia ma swoją siedzibę w budynku po dawnym Urzędzie Wojewódzkim w Suwałkach. Pierwszym rektorem był prof. dr hab. inż. Michał Bołtryk, pełniący wcześniej obowiązki Rektora Politechniki Białostockiej.
Rozporządzenie o nadaniu szkole imienia profesora Edwarda Franciszka Szczepanika weszło w życie 25 lipca 2011 roku.
Nazwą uczelni do 2021 roku była Państwowa Wyższa Szkoła Zawodowa (PWSZ), a od 1 września 2021 roku jest nią Państwowa Uczelnia Zawodowa (PUZ).

## Władze
Kadencja 2024–2028:
- Rektor: dr n. o zdr. Małgorzata Andryszczyk
- Prorektor ds. Studenckich i Dydaktyki: dr Agata Osińska

Poczet rektorów
- dr n. o zdr. Małgorzata Andryszczyk (od 01.09.2024)
- dr Marta Wiszniewska (01.09.2016 – 01.09.2024)
- prof. dr hab. Jerzy Sikorski (09.06.2010 – 01.09.2016)
- prof. zw. dr hab. inż. Michał Bołtryk (01.09.2008 – 18.05.2010)
- prof. dr hab. inż. Roman Hejft (09.10.2007 – 31.08.2008)
- prof. zw. dr hab. inż. Michał Bołtryk (27.07.2005 – 11.09.2007)

## Instytuty i kierunki kształcenia
W strukturze uczelni funkcjonują trzy instytuty: Instytut Politechniczny, Instytut Humanistyczno-Ekonomiczny oraz Instytut Ochrony Zdrowia, w ramach których studenci kształcą się na trzynastu kierunkach studiów pierwszego stopnia.
- Instytut Humanistyczno-Ekonomiczny
  - Ekonomia
  - Filologia: angielsko-rosyjska
  - Finanse i Rachunkowość
  - Pedagogika
- Instytut Politechniczny
  - Architektura i Urbanistyka
  - Budownictwo
  - Rolnictwo
  - Transport
  - Zarządzanie i Inżynieria produkcji
- Instytut Ochrony Zdrowia
  - Bezpieczeństwo wewnętrzne
  - Kosmetologia
  - Pielęgniarstwo
  - Ratownictwo medyczne

## Baza dydaktyczna
Przy uczelni funkcjonuje Akademicki Zespół Szkół (dawniej Policealna Szkoła Medyczna), a oprócz tego PUZ dysponuje nowym Domem Studenta przy ulicy Szkolnej 2 w Suwałkach, posiada własną bibliotekę, Akademickie Biuro Karier oraz salę dydaktyczno-sportową – do dyspozycji studentów i pracowników uczelni są: sala do aerobiku, siłownia, sauna, jacuzzi i solarium. Funkcjonują również laboratoria:
- laboratorium fizyki budowli,
- laboratorium materiałów budowlanych i technologii betonu,
- laboratorium wytrzymałości materiałów i konstrukcji,
- laboratorium geotechniki i geodezji,
- laboratorium chemii,
- laboratorium chemii rolnej,
- laboratorium botaniki i mikrobiologii,
- laboratorium agrofizyki.

Uczelnia uczestniczy w programie Sokrates Erasmus, jak również prowadzi współpracę krajową i międzynarodową, np.: z Białoruskim Handlowo–Ekonomicznym Uniwersytetem Konsumenta Kooperacji, uczelnią Alytus College na Litwie i Wileńskim Colegium.

## Organizacje studenckie
W uczelni działają:
- Samorząd studencki
- Akademicki Związek Sportowy
- Chór uczelniany

W ramach organizacji studenckich PUZ w Suwałkach istnieją różne koła naukowe:
- Studenckie Koło Naukowe Młodych Ekonomistów i Finansistów
- Studenckie Koło Naukowe „Pro Medica”
- Studenckie Koło Naukowe Bezpieczeństwa Wewnętrznego „Sine Cura”
- Studenckie Koło Naukowe Młodych Pedagogów
- Studenckie Koło Naukowe „Pedagogika Pamięci”